# Albuminurie
Albuminurie je typ proteinurie (přítomnosti bílkovin v moči), kdy je převažující bílkovinou albumin.

## Stanovení
Pro správné hodnocení albuminurie by se mělo měřit množství albuminu vyloučeného na 24 hodin. Protože však skladováním moči může dojít ke zkreslení, používají se i kratší časové intervaly nebo stanovení koncentrace albuminu v moči během jednoho odběru.

## Příčiny
Ledviny za normálních okolností odfiltrovávají velké molekuly do moči jen v malé míře, navíc je aktivně zpětně resorbují. Albuminurie tedy poukazuje na poškození schopnosti ledvin nepropouštět velké molekuly z krve do moči a na poruchu jejich záchytu.
Nejčastější příčiny jsou:
- počínající diabetická nefropatie - albuminurie je mírná, méně než 0.3 g/24 hodin (mikroalbuminurie)
- nefritický syndrom
- nefrotický syndrom - proteinurie může dosahovat značných hodnot, až 3.5 g/24 hodin